# Camí de Canissera
El Camí de Canissera és un camí del terme de Castell de Mur, Pallars Jussà, dins de l'antic terme de Guàrdia de Tremp.
Arrenca del Camí de les Plantes, al sud-oest de la vila de Guàrdia de Noguera, des d'on continua cap al sud-oest. Passa entre les partides de les Plantes, a ponent, i los Prats, a llevant, passa per la capçalera del barranc de la Gessera i va a buscar la part meridional de la Rutgera. Arriba al nord de la partida de Canissera, on torç cap al sud, i travessa pel bell mig aquesta partida. Continua cap al sud, passa per la partida de Grallera, on gira cap al sud-est, seguint la riba esquerra de la llau de la Grallera, passa per los Puiols, i en arribar als Mallols d'Agustí, on hi havia la Masia de Tató, entronca amb el Camí de Canalets i el Camí Vell de Cellers.